# Saint-Denis-des-Coudrais
Saint-Denis-des-Coudrais település Franciaországban, Sarthe megyében. Lakosainak száma 113 fő (2022. január 1.). Saint-Denis-des-Coudrais Saint-Georges-du-Rosay, Tuffé Val de la Chéronne, Boëssé-le-Sec, Bonnétable, La Bosse és Prévelles községekkel határos.

## Népesség
A település népessége az elmúlt években az alábbi módon változott:
| Lakosok száma | 125  | 122  | 119  | 114  | 114  | 114  | 113  | 113  | 113  |
|               | 2013 | 2015 | 2016 | 2017 | 2018 | 2019 | 2020 | 2021 | 2022 |